# Автошлях Р 75
Автошля́х Р 75 — автомобільний шлях регіонального значення в Одеській та Миколаївській області. Проходить територією Кодимського, Балтського, Любашівського, Кривоозерського, Первомайського, Доманівського та Вознесенського районів через Слобідку — Балту — Криве Озеро — Первомайськ — Доманівку — Олександрівку. Загальна довжина — 184,3 км.

## Маршрут
Автошлях проходить через такі населені пункти:
| Автошлях Р 75            |              |
| Одеська область          |              |
| Кодимський район         |              |
| Тимкове (пункт контролю) |              |
| Тимкове                  |              |
| Слобідка                 | Т 1622       |
| Балтський район          |              |
| Семено-Карпівка          |              |
| Сінне                    |              |
| Балта                    | Р33Р71Т 1611 |
| Бендзари                 |              |
| Немирівське              |              |
| Гольма                   |              |
| Любашівський район       |              |
| Познанка Перша           |              |
| Ясенове Перше            |              |
| Гвоздавка Перша          | Т 1621       |
| Арчепитівка              |              |
| Бобрик Перший            |              |
| Янишівка                 |              |
| Миколаївська область     |              |
| Кривоозерський район     |              |
| Криве Озеро              | E95М05       |
| Луканівка                |              |
| Берізки                  | Т 1506       |
| Первомайський район      |              |
| Кумарі                   |              |
| Коломіївка               |              |
| Кінецьпіль               |              |
| Первомайськ              | Н24Т 1504    |
| Генівка                  | E584М13      |
| Степове                  |              |
| Доманівський район       |              |
| Щасливка                 |              |
| Кузнецове                |              |
| Зелений Яр               |              |
| Доманівка                | Т 1506       |
| Коштове                  |              |
| Прибужжя                 |              |
| Вознесенський район      |              |
| Олександрівка            | Н24          |